# Sołomon Kruglikow
Sołomon Łazariewicz Kruglikow (ros. Соломо́н Ла́заревич Кру́гликов, ur. 25 sierpnia 1899 w Orle, zm. 19 marca 1938 (lub 28 lipca 1938) w Moskwie) – radziecki polityk i działacz partyjny.

## Życiorys
Urodzony w żydowskiej rodzinie mieszczańskiej, 1918 wstąpił do RKP(b), podczas wojny domowej w Rosji był funkcjonariuszem komsomolskim, partyjnym i wojskowo-politycznym w Penzie, Kazaniu i Tbilisi, 1922-1925 pracownik Zarządu Politycznego Samodzielnej Kaukaskiej Armii Czerwonego Sztandaru. 1925-1929 studiował na Wydziale Ekonomicznym Instytutu Czerwonej Profesury, od lipca 1929 do listopada 1930 był kierownikiem pododdziału Instytutu Czerwonej Profesury, od 13 lipca 1930 do 26 stycznia 1934 członek Centralnej Komisji Kontrolnej WKP(b), od listopada 1930 do listopada 1931 ekonomista Sektora Planowego Najwyższej Rady Gospodarki Narodowej ZSRR, jednocześnie od listopada 1930 do stycznia 1932 pomocnik szefa tego sektora. Od stycznia 1932 do 1933 zastępca szefa Sektora Planowego Gławmaszproma, główny buchalter Sojuzprodmasza Ludowego Komisariatu Przemysłu Ciężkiego ZSRR, 1933-1934 zastępca szefa Sektora Planowego Ludowego Komisariatu Przemysłu Ciężkiego ZSRR, od lutego 1934 do lipca 1936 szef Centralnego Sektora Planowego tego komisariatu, 1935-1936 członek Rady przy Ludowym Komisarzu Przemysłu Ciężkiego ZSRR. Od 14 lipca 1936 do 15 września 1937 przewodniczący Zarządu Banku Państwowego ZSRR, jednocześnie zastępca ludowego komisarza finansów ZSRR, od lipca 1936 do września 1937 członek Rady Pracy i Obrony ZSRR.
11 września 1937 aresztowany, 19 marca 1938 skazany na śmierć przez Wojskowe Kolegium Sądu Najwyższego ZSRR pod zarzutem przynależności do kontrrewolucyjnej organizacji terrorystycznej", następnie rozstrzelany. 8 października 1955 pośmiertnie zrehabilitowany.